# Історія освоєння мінеральних ресурсів Лівії

Історія освоєння мінеральних ресурсів Лівії
Гірництво Лівії повністю визначається нафтогазовою галуззю, яка постала і розвинулася у XX ст. У 1955 р., передбачаючи можливість виявлення нафти, уряд Лівії ухвалив закон про нафтові концесії. Прибуток повинен був ділитися порівну між нафтовими компаніями і урядом Лівії, а після закінчення певного встановленого терміну частина концесії повинна була переходити у власність держави. Перша ліцензія на проведення розвідувальних робіт на нафту була надана в тому ж 1955 р. У 1958 р. були розвідані перші значні нафтові родовища, а в 1961 р. почалася їх експлуатація і експорт нафти.
У 1970 р. щорічний обсяг видобутку нафти перевищував 160 млн т, але з середини 1970 р., після введення урядових обмежень, він став скорочуватися. Частково обмеження були введені для того, щоб примусити нафтові компанії прийняти вимоги уряду, частково — щоб не допустити виснаження нафтових ресурсів країни, поки її економіка не досягла бажаного рівня розвитку. Серед країн-експортерів нафти Лівія найбільш послідовно проводила курс на посилення контролю держави над нафтовою промисловістю. Внаслідок угод з одними нафтовими компаніями і націоналізації інших уряд Лівії встановив контроль над шістьма нафтовими компаніями, що діють в країні. У вересні 1973 р. під контролем держави виявилися і всі інші компанії, пов'язані із видобутком і переробкою нафти. У 1973—1974 рр. (роках т. зв. «нафтової кризи») Лівія нарівні з іншими членами ОПЕК в чотири рази підвищила продажну вартість нафти. У 1972—1978 рр. щорічний обсяг виробництва нафти досягав 96 млн т. До 1985 р. рівень видобутку у зв'язку з коливанням світових цін зменшився до 51 млн т на рік, але в подальші 10 років її виробництво знову зросло. Хоч на 1994—1995 рр. квота, встановлена ОПЕК для Лівії, становила 69 млн т на рік, фактичний обсяг видобутку досягав 75 млн т. Головні родовища нафти зосереджені в нафтогазовій області Сирт та на заході країни.
У 1970 р. в Марса-ель-Бурейка стала до ладу установка по зрідженню природного газу, а з 1971 р. уперше почався його експортний продаж. Розвідані родовища кам'яного вугілля (на схід від Мурзука), та залізних руд (Еш-Шаті, Вау-Ель-Кебір), є невеликі родовища калійної і магнезіальної солей, соди, фосфоритів, гіпсу, вапняків, глини, піску, золота.
На початку XXI ст. нафтогазова галузь країни забезпечує близько 95 % її експортних надходжень і близько 50 % від обсягу усього промислового виробництва країни. Національний уряд контролює нафтогазову галузь. Основні промисли розташовані на південь та південний схід від затоки Великий Сирт. Друга група родовищ розташована в західній частині країни, що межує з Алжиром і Тунісом. Найбільші родовища, що експлуатуються — Серір, Насер (Зельтен), Джалу і Амаль. Важливі також Дефа, Дахра, Ауджіла, Рагуба, Ваха, Інтісар з дебітом свердловин до 600 т/добу. У районі багатих нафтових родовищ на південь від затоки Сидру на основі концесій в 1990-х роках діяло понад 30 нафтових компаній. Нафтова промисловість Лівії має яскраво виражену експортну спрямованість. На зовнішні ринки поставляється до 90 % видобутої нафти.
Крім того, значний розвиток в Лівії одержав і видобуток газу. Станом на 1990-і роки розвідано понад 30 родовищ газу, з яких 26 експлуатується. Лівія має металургійне підприємство в Місурата, яке працює на імпортній сировині. Вітчизняні руди у Ваді Шатті (магнетит і сидерит) розглядаються урядом, як потенційна сировина для металургійної галузі. Видобувають 150 тис.т/рік гіпсу, вапняку і глини. Приблизно 30 тис.т/рік солі виробляється за допомогою випаровування на берегових установках біля Бенгазі й Триполі і приблизно 13 тис.т/рік сірки видаляється з нафти і газу. Мінеральний потенціал країни, який ще не залучений до експлуатації, включає родовища мармуру, бентоніту, піску, кремнезему, золота і базових металів.